# Bracovce
Bracovce (Hongaars: Berettő) is een Slowaakse gemeente in de regio Košice, en maakt deel uit van het district Michalovce.
Bracovce telt 966 inwoners.